# Плаващи водорасли
„Плаващи водорасли“ (на японски: 浮草) е японски филм от 1959 година, драма на режисьора Ясуджиро Озу по негов сценарий в съавторство с Кого Нода. Той е римейк на филма „История за плаващи водорасли“ на самия Озу от 1934 година.
В центъра на сюжета е срещата на възрастен пътуващ актьор с негова някогашна любовница и вече порасналия им син. Главните роли се изпълняват от Ганджиро Накамура, Мачико Кьо, Аяко Вакао, Хироши Кавагучи, Харуко Сугимура.

## Сюжет
В горещото лято на 1958 година пътуваща театрална трупа, предвождана от главния актьор и режисьор Комаджуро (Ганджиро Накамура), пристига с кораб в малък крайбрежен град. Те се разпръскват из градчето за да анонсират предстоящото им представление. Комаджуро отива да посети бившата си любовница, Ойоши (Харуко Сугимура), която е собственичка на малка закусвалня в града. Те двамата имат син, Кийоши (Хироши Кавагучи), който вече е пораснал и сега работи в пощенската станция като чиновник и спестява средства, за да отиде да учи в университет. Той не знае кой е Комадзуро, мислейки си, че е негов чичо. Комаджуро кани Кийоши на риболов в морето.
Когато Сумико (Мачико Кьо), водещата актриса в трупата и настояща любовница на Комаджуро, разбира, че той е посетил бившата си възлюбена, я обзема ревност и тя отива в закусвалнята на Ойоши. Там заварва Кийоши и Комаджуро да играят партия Го. Комаджуро успява да я задържи настрана, преди да е казала нещо не на място и след това я прогонва в проливния дъжд. Предупреждава я да стои далеч от сина му и решава да приключи връзката си с нея. Сумико го окачествява като неблагодарник и му припомня колко пъти му е помагала, когато е имал нужда.
На следващия ден, Сумико отива при Кайо (Аяко Вакао), красива и млада актриса от трупата, и ѝ предлага известна сума пари, молейки я да съблазни Кийоши. Кайо първоначално отказва, но не устоява пред настоятелността на Сумико. Тя отива в пощенския клон и накарва Кийоши да се увлече по нея. След като прекарват известно време заедно, Кайо се влюбва в Кийоши и решава да му разкрие истината. Той и отвръща, че за него няма значение как е започнала връзката им, за която Комаджуро ще разбере впоследствие. Комаджуро се конфронтира с Кайо, когато тя му разказва за конспирацията на Сумико, но след като му заявява, че обича Кийоши и не го прави за пари, той омеква. Комаджуро отива и изнася шумен скандал на Сумико, отказвайки да чуе молбите и за помирение.
Постепенно трупата привлича все по-малко публика в градчето и, разочарован, нейният ръководител няма избор и решава да я разпусне след вечерното, финално представление. Комаджуро отива при Ойоши и ѝ казва, че трупата се е разпаднала. Тя го убеждава да каже на Кийоши истината за това, че е негов баща и да заживеят тримата заедно като семейство. Комаджуро се съгласява. Когато по-късно Кийоши се прибира заедно с Кайо, Комаджуро се вбесява от това, че ги вижда заедно и излива гнева си върху тях. Това довежда до физическа саморазправа между баща и син. Ойоши е принудена да разкрие на Кийоши истината, но той отказва да я приеме и се затваря в стаята си. Заради реакцията на сина си, Комаджуро решава да си тръгне. Кайо иска да го последва, но той я моли да остане и да помогне на Кийоши в този труден момент. По-късно Кийоши променя мнението си и излиза да види баща си, но Комаджуро вече е напуснал.
На гарата Комаджуро се опитва да запали цигара, но няма кибрит. Към него се приближава Сумико и му предлага огънче. Пита го накъде се е запътил, защото тя нама къде да отиде. След като разговарят и се помиряват, Сумико решава да го последва в Кувана, където да създадат нова трупа под ръководството на друг импресарио. Комаджуро прегръща Сумико и двамата се качват във влака.

## В ролите
- Ганджиро Накамура като Комаджуро
- Мачико Кьо като Сумико
- Хироши Кавагучи като Кийоши
- Харуко Сугимура като Ойоши
- Аяко Вакао като Кайо
- Хитоми Нозое като Аико
- Чишу Рю като мениджъра на трупата
- Хидео Мицуи като Кичиносуке
- Харуо Танака като Ятазо
- Йосуке Ирие като Сугияма
- Хикару Хоши като Кимура
- Мантаро Ушио като Сентаро
- Кумеко Урабе като Шиге